# Bray-en-Val
Bray-en-Val era una comuna francesa situada en el departamento de Loiret, de la región de Centro-Valle de Loira, que el uno de enero de 2017 pasó a ser una comuna delegada de la comuna nueva de Bray-Saint-Aignan al fusionarse con la comuna de Saint-Aignan-des-Gués.

## Demografía
| Gráfica de evolución demográfica de Bray-en-Val entre 1800 y 2014 |
|                                                                   |

Los datos demográficos contemplados en este gráfico de la comuna de Bray-en-Val se han cogido de 1800 a 1999 de la página francesa EHESS/Cassini, y los demás datos de la página del INSEE.